# Джексон, Джесси (младший)
Джесси Льюис Джексон-младший (англ. Jesse Louis Jackson, Jr; род. 11 марта 1965, Гринвилл, Южная Каролина) — американский политик, член Демократической партии США, сын известного афроамериканского общественно-религиозного лидера Джесси Джексона-старшего. С 1995 по 2012 год был членом Палаты представителей США от второго избирательного округа штата Иллинойс. С 1993 по 1995 год был национальным полевым директором правозащитной организации Rainbow/PUSH, основанной его отцом.

## Биография
Джесси Льюис Джексон-младший (Jesse Louis Jackson, Jr) родился в Гринвилле, штат Южная Каролина, 11 марта 1965 года. Он был одним из шестерых детей Джесси Джексона-старшего, известного правозащитника, одного из самых влиятельных лидеров афроамериканского общественного и религиозного движения, который дважды, в 1984 и 1988 годах, принимал участие в президентских выборах в США и с 1991 по 1997 год занимал пост теневого сенатора от округа Колумбия. Мать Джексона-младшего звали Жаклин Лавиния Браун (Jacqueline Lavinia Brown).
В прессе отмечали, что Джексон-младший был рожден всего через несколько дней после «Кровавого воскресенья», когда была разогнана мирная демонстрация под предводительством Мартина Лютера Кинга (Martin Luther King) и Джона Льюиса (John Lewis), требовавших предоставления афроамериканцам равных избирательных прав. Джексон с детства принимал участие в политической деятельности, помогая отцу в основанной им правозащитной организации PUSH (позже коалиции Rainbow/PUSH), цель которой состояла в оказании помощи компаниям, принадлежавшим афроамериканцам, а также в давлении на тех, кто отказывался принимать чернокожих на работу. Поскольку Джексон-старший активно занимался политикой, воспитывала детей, в основном, их мать. Одним из первых воспоминаний Джексона-младшего было то, как он в пять лет, стоя на пластиковом ящике, выступал с речью в штаб-квартире организации своего отца.
Джексон рос умным и очень активным ребёнком. За такой характер родители решили отправить мальчика вместе с младшим братом учиться в кадетскую военную академию Ле-Ман (Le Mans Academy). Там Джексона неоднократно подвергали дисциплинарным наказаниям, однако по его воспоминаниям, это пошло ему на пользу. После кадетской военной академии Джексон учился в престижной вашингтонской подготовительной школе Сент-Олбенс (St. Albans Preparatory School), среди выпускников которой были Альберт Гор и Джон Керри. Хотя, по воспоминаниям заместителя директора школы, Джексон хорошо знал историю и был превосходным оратором, он лучше успевал по физкультуре, чем по научным дисциплинам. В 1984 году при получении диплома об окончании школы Джексон, обмениваясь рукопожатиями с директором, испачкал своего наставника спрятанным в руке яйцом.
В 1987 году Джексон получил степень бакалавра по менеджменту с отличием (magna cum laude) в Сельскохозяйственном и техническом университете штата Северная Каролина (North Carolina Agricultural and Technical State University) в Гринсборо, который исторически входил в список высших учебных заведений США, созданных для афроамериканцев.
Джексон продолжил обучение в Чикагской теологической семинарии (Chicago Theological Seminary), где в 1989 году получил степень магистра теологии, однако священником становиться не захотел. В 1993 году он окончил Юридический колледж Иллинойсского университета (University of Illinois College of Law) со степенью доктора права, однако отказался от карьеры юриста, продолжив заниматься политикой.
Свой двадцатый день рождения в 1985 году Джексон провел в тюрьме вместе с отцом и братом после демонстрации против апартеида у посольства ЮАР в Вашингтоне. Позже он летал в ЮАР, чтобы приветствовать освобождение из тюрьмы будущего президента и борца за права человека в ЮАР Нельсона Манделы (Nelson Mandela). В 1988 году Джексон был избран секретарем «черного кокуса» Национального комитета Демократической партии США.
В 1991 году друг Джексона, нигерийский бизнесмен Пий Эйлмен (Pius Ailemen), по поддельным документам приобрел за 13 тысяч долларов автомобиль «Альфа-Ромео», при этом он воспользоваться кредитной картой Джексона, который лично присутствовал при покупке. В 1993 году Эйлмен был арестован за торговлю героином, однако данный скандал Джексона не коснулся.
После окончания университета в 1993 году Джексон был назначен национальным полевым директором коалиции Rainbow/PUSH,. На этом посту он занимался регистрацией чернокожих избирателей, руководил образовательными программами, объясняющими национальным меньшинствам важность участия в выборах. Кроме того, он требовал бороться с неравенством в американском баскетболе, в котором большинство игроков были чернокожими, а почти все административные должности были заняты белыми.
В 1995 году, после того как чернокожий конгрессмен-демократ Мел Рейнольдс (Mel Reynolds) был смещен с поста представителя второго избирательного округа Иллинойса в связи с сексуальным скандалом, Джексон принял решение участвовать в выборах на освободившийся пост. Он победил на демократических праймериз Элис Палмер (Alice Palmer), будущего председателя Сената Иллинойса Эмиля Джонса-младшего (Emil Jones Jr.), Монику Дэвис (Monique Davis) и со значительным перевесом опередил на выборах республиканца Томаса Сомера (Thomas Somer). Впоследствии Джексон переизбирался в Палату представителей 6 раз подряд,.
В Палате представителей Джексон заседал в комитете по ассигнованиям, был вице-председателем подкомитета по делам государства и внешней политики, был членом подкомитета по труду, здравоохранению, социальному обеспечению и образованию, подкомитета по сельскому хозяйству, развитию сельских районов и делам управления по контролю за продуктами питания и лекарствами. Конгрессмен работал над вопросами строительства новых государственных школ, улучшения водоснабжения Чикаго и улучшения системы здравоохранения. Также он поддерживал идею создания рядом с Чикаго большого казино, которое бы принадлежало коренным индейцам. В тот период пресса часто обращала внимание на его превосходные манеры.
Джексон предпочитал, чтобы его называли просто государственным служащим, а не политиком с прогрессивными взглядами, отмечая, что при этом он продолжает борьбу за равноправие, которую вел его отец. Однако эксперты говорили, что Джексон представлял не просто чернокожих, а новый средний класс чернокожих, и отмечали его либеральные взгляды. Джексон держался самостоятельно, старался быть независимым от политического окружения своего отца, чья репутация была существенно подпорчена рождением внебрачного ребёнка, а также слухами о его антисемитизме и вымогательстве денег у корпораций. Тем не менее, отзываясь о своем сыне Джексон-старший цитировал Евангелие «Сей есть Сын Мой возлюбленный, в Котором Мое благоволение».
В 2001 году благодаря усилиям Джексона при Национальном институте здоровья США (National Institutes of Health) был создан Национальный центр охраны здоровья меньшинств и борьбы с неравенством при предоставлении услуг здравоохранения.
В Палате представителей Джексон часто конфликтовал с властями своего штата, в особенности с мэром Чикаго Ричардом Дэйли (Richard Daley). Среди разногласий между ними пресса отмечала вопрос о строительстве третьего Чикагского аэропорта, которое поддерживал Джексон и консервативные республиканцы, в том числе Генри Хайд (Henry Hyde). Кроме того, Джексон обвинял Дэйли в коррупции, в частности, в нецелевом расходовании средств, ассигнованных на поддержку женщин и национальных меньшинств. Ходили слухи, что Джексон хочет сменить Дэйли на посту мэра Чикаго.
На выборах президента США в 2000 году Джексон поддерживал кандидата от Демократической партии Альберта Гора. На президентских выборах США в 2008 году Джексон поддерживал кандидата афроамериканца, сенатора от Иллинойса Барака Обаму. Они были старыми друзьями: старшая сестра Джексона Сантита (Santita) и супруга Обамы Мишель вместе учились в школе. Когда в ходе предвыборной гонки отец Джексона заявил, что Обама «высокомерно относится к чернокожим», Джексон-младший во всеуслышание назвал слова своего отца «уродливой риторикой». Однако самого Джексона-младшего никогда не причисляли к близкому окружению Обамы.
В ноябре 2008 года Обама был избран президентом США. Согласно закону заменить его в Сенате мог кандидат, выдвинутый губернатором штата Иллинойс, которым тогда был Род Благоевич. В начале декабря того же года Благоевич, который прежде подозревался в коррупции, был арестован ФБР и обвинен в попытке продажи сенаторского кресла Обамы. Спустя несколько дней стало известно о том, что пост в Сенате у Благоевича хотели купить шесть человек, причем Джексон был якобы пятым в списке претендентов. По сообщениям в прессе, Джексон предложил губернатору Иллинойса миллион долларов пожертвований в обмен на место в Сенате США. Сам Джексон эти обвинения категорически отрицал и принял участие в расследовании дела Благоевича в качестве осведомителя.
В июне 2012 года Джексон временно прекратил исполнять обязанности конгрессмена из-за проблем со здоровьем: по данным СМИ, политик проходил курс лечения от биполярного аффективного расстройства. В октябре того же года СМИ сообщили о расследовании, которые вели в отношении Джексона федеральные власти в связи с предполагаемым нецелевым расходованием средств его избирательного фонда.
Несмотря на все эти обстоятельства, 6 ноября 2012 года Джексон был переизбран членом Палаты представителей от штата Иллинойс, набрав в своем округе 63 процента голосов избирателей. Однако уже 12 ноября 2012 года повторно сложил мандат, на этот раз окончательно.
14 августа 2013 года был приговорён к 30 месяцам заключения за растрату 750 тысяч долларов из бюджета избирательной кампании, а его жена Сэнди — к 12 месяцам. Был освобождён 22 июня 2015 года.
Джексон с 2003 года являлся членом комиссии по празднованию двухсотлетия со дня рождения Авраама Линкольна. С 2000 года он входил в главный консультативный совет Института политики Школы государственного управления имени Кеннеди Гарвардского университета (Harvard University John F. Kennedy School of Government’s Institute of Politics). Джексон был награждён почетными степенями Чикагской теологической семинарии, Сельскохозяйственного и технического университета штата Северная Каролина, Университета медицины и науки имени Чарльза Дрю (Charles R. Drew University of Medicine and Science) и Медицинской школы Морхаус (Morehouse School of Medicine).
Джексон является соавтором книг «Legal Lynching» (1996 года издания), «It’s About the Money» (2001), «Legal Lynching II» (2001) и «A More Perfect Union: Advancing New American Rights» (2001) в соавторстве с Франком Уоткинсом (Frank E. Watkins).
Джексон женат, его супругу зовут Сэнди Стивенс (Sandi Stevens), она член муниципального собрания Чикаго. Они познакомились во время учёбы в Сельскохозяйственном и техническом университете штата Северная Каролина и поженились в 1991 году. Именно по совету жены Джексон решил избираться в Палату представителей. У Джексонов двое детей: дочь Джессика Донателла (Jessica Donatella) и сын Джесси III (Jesse III). Ещё один их ребёнок скончался сразу после рождения в 1998 году.
Среди увлечений Джексона пресса называла фехтование, восточные единоборства (кунг-фу и тхэквондо), йогу и рыбалку. Он любит передвигаться по городу на сигвее (электрическом скутере с колесами, расположенными слева и справа от водителя). Кроме английского Джексон свободно владеет испанским языком.